# Yuan Hai Zi Ping
Yuan Hai Zi Ping (poenostavljeno kitajsko: 渊海子平; tradicionalno kitajsko: 淵海子平; pinjin: Yuān Hǎi Zǐ Píng) ali  »Morska globina po Zipingu« je prvo celovito in sistematično delo s področja kitajske metafizične vede štirih stebrov usode. Morda gre za predelavo knjige San Ming Yuan Yuan Chu iz časa dinastije Yuan (1215-1368). Knjigo nanj bi v času dinastije Song sestavil Xu Dasheng (ki je domnevno istoveten s Xu Zipingom, po katerem knjiga nosi naslov). Vendar se zdi, da so dele Xu Da Shengove knjige San Ming Yuan Yuan Zhu vključili v Morsko globino po Zipingu, oziroma da je Xu Da Shenghovo delo predstavljalo le osnovo za nastanek Morske globine po Zipingu. To delo je svojo klasično podobo dobilo med sredo 16. stoletja in sredo 17. stoletja, torej v času domače dinastije Ming (1368-1644). Predstavlja zapis različnih metod Xu Zipingove šole. 
Poglavja knjige so: 
1. Osnove
2. Deset božanstev
3. Dobri in zli duhovi (to je simbolne zvezde)
4. Šest tipov družinskih članov
5. Usoda žensk
6. Verzi za vedeževanje